# فينس بيركنز
فينس بيركنز (بالإنجليزية: Vince Perkins)‏ (من مواليد 27 سبتمبر 1981) هو لاعب بيسبول كندي محترف. لعب مع فريق البيسبول الوطني الكندي في عام 2006 و2009 في كلاسيكيات البيسبول العالمية. ولد في فكتوريا (كولومبيا البريطانية).
تم اختيار بيركنز من قبل فريق تورونتو بلو جايز في الجولة الثامنة عشرة من دوري البيسبول لعام 2000. بدأ بيركنز يشعر بألم في مرفقه في عام 2004، عندما كان يلعب مع فريق البيسبول الوطني الكندي في بطولة العالم للبيسبول الكلاسيكية لعام 2006، أصيب بمرفقه أثناء اللعب ضد المكسيك. إلا أنه أعاد معالجة كل من هذه الإصابات. في 12 أبريل 2006 ، تمت المطالبة به من قبل فريق ميلاووكي بريورز.